# مجزرة الصفرا
معركة أو مجزرة الصفرا هو الاسم الذي أعطي للهجوم الذي قامت به ميليشيا الكتائب اللبنانية بقيادة بشير الجميل على مواقع ميليشيا نمور الأحرار بقيادة داني شمعون في يوليو 1980 من أجل توحيد البندقية للميليشيات المسيحية اللبنانية . أدت العملية إلى القضاء على ميليشيا النمور كقوة عسكرية فبذلك أصبحت القوات اللبنانية اللاعب الأساسي الوحيد في صفوف الميليشيات المسيحية. سميت المعركة باسم مجزرة الصفرا لأنها حدثت داخل مارينا الصفرا الواقعة بين جونيه وجبيل حيث يوجد معقل النمور الرئيسي.

## خلفية العملية
مع بداية الحرب الأهلية اللبنانية سنة 1975 كان اليمين المتمثل في الجبهة اللبنانية متكونا من عدة ميليشيات أهمها ميليشيا الكتائب بقيادة وليم حاوي ثم بشير الجميل نجل رئيس الكتائب الشيخ بيار الجميل، ميليشيا نمور الأحرار, الجناح العسكري لحزب الوطنيين الأحرار بقيادة داني شمعون نجل رئيس الحزب كميل شمعون، ميليشيا المردة بقيادة طوني فرنجية نجل الرئيس سليمان فرنجية, ميليشيا التنظيم وميليشيا حراس الأرز. بعد معركة تل الزعتر قررت الجبهة تكوين جناح عسكري يضم كل ميليشياتها تحت اسم القوات اللبنانية بقيادة بشير الجميل. بدأت العلاقات تتوتر شيئا فشيئا بين مكونات الجبهة، ففي يونيو 1978 قامت وحدات كتائبية بمهاجمة إهدن معقل المردة مما أدى إلى مقتل طوني فرنجية وعدد من أنصاره.
بدأت فيما بعد مناوشات بين الكتائب والنمور على خلفية النزاع على الحواجز، فيما أصبحت إستراتيجية الجميل ترتكز على إحداث « تعددية سياسية ووحدة عسكرية » وذلك بتشجيع إسرائيلي. في 25 يناير 1980 اندلعت اشتباكات بين الطرفين في اهمج وعناية مما أدى إلى إغلاق طريق جبيل. في 4 يوليو تبادل الطرفين القذف المدفعي في المتن مما أدى إلى مقتل 16 شخص وجرح 20 مما أجبر الجيش اللبناني على التدخل.

## الهجوم
في 7 يوليو شنت قوات كتائبية الهجوم على كل مراكز النمور. كانت العملية بتخطيط فؤاد أبو ناضر وإلياس الزايك. شارك في الهجوم 1200 عنصر تحت قيادة إيلي حبيقة. كان المخطط يقضي ببدأ الهجوم على الساعة 4 فجرا إلا أنه تقرر التأجيل إلى الساعة العاشرة صباحا للتأكد من عدم وجود داني شمعون حتى لا يتكرر ما حصل أثناء الهجوم على إهدن.
بدأ الهجوم وشمل كل مواقع النمور في الأشرفية والمتن وكسروان وجبيل. هوجم مقر داني الرئيسي في الصفرا وأحرق منزله. فيما دارت معارك عنيفة في طبرجا وعمشيت وميناء الرابية. أجبر داني على الهروب إلى مارينا الفقرا لكن المهاجمين اقتفوا أثره وقاموا بنسف منزله هناك, قبل أن تم إجلاءه بواسطة طائرة هيلكبتور تابعة للجيش بعد أن تمكن من الفرار إلى بسكنتا.
مع بداية اليوم التالي كانت كل مقرات ومواقع الأحرار في يد المهاجمين فيما قتل 83 شخص من كتيبة النمور.